# Willimantic (Maine)
Willimantic es un pueblo ubicado en el condado de Piscataquis en el estado estadounidense de Maine. En el Censo de 2010 tenía una población de 150 habitantes y una densidad poblacional de 1,21 personas por km².

## Geografía
Willimantic se encuentra ubicado en las coordenadas 45°18′11″N 69°22′46″O / 45.30306, -69.37944. Según la Oficina del Censo de los Estados Unidos, Willimantic tiene una superficie total de 124.09 km², de la cual 111.84 km² corresponden a tierra firme y (9.87%) 12.25 km² es agua.

## Demografía
Según el censo de 2010, había 150 personas residiendo en Willimantic. La densidad de población era de 1,21 hab./km². De los 150 habitantes, Willimantic estaba compuesto por el 98% blancos, el 0% eran afroamericanos, el 1.33% eran amerindios, el 0% eran asiáticos, el 0% eran isleños del Pacífico, el 0% eran de otras razas y el 0.67% pertenecían a dos o más razas. Del total de la población el 0% eran hispanos o latinos de cualquier raza.